# Hatsumermolen
Hatsumermolen – wiatrak w miejscowości Dronrijp, w gminie Menaldumadeel, w prowincji Fryzja, w Holandii. Młyn został wzniesiony w 1878 r. Był restaurowany w latach 1987-1990. Wiatrak ma dwa piętra, przy czym powstał na jednopiętrowej bazie. Jego śmigła mają rozpiętość 11,56 m. Wiatrak służył głównie do pompowania wody za pomocą śruby Archimedesa.